# 巴塞隆拿地鐵2號線

巴塞羅那地鐵2號線歷史變遷

巴塞羅那地鐵2號線是巴塞羅那地鐵的線路之一，線路代表色為紫色。巴塞羅那地鐵2號線的車站建築較為單調，但照相效果更好。現在的巴塞羅那地鐵2號線於1968年開始建設，但因施工困難而一度停工，直到1991年才復工。2號線全長13.1公里，共有18個車站。

## 外部連結
- Trenscat.com （页面存档备份，存于）

41°26′38″N 2°14′17″E / 41.444°N 2.238°E